# Bill Daily
Bill Daily (n. 30 august 1927, Des Moines, Iowa, SUA – d. 4 septembrie 2018, Santa Fe, New Mexico, SUA) a fost un actor american.

## Filmografie
| Film și televiziune | Film și televiziune                                | Film și televiziune              | Film și televiziune                          |
| An                  | Titlu                                              | Rol                              | Note                                         |
| ------------------- | -------------------------------------------------- | -------------------------------- | -------------------------------------------- |
| 1964                | Ce vrăji a mai făcut nevasta mea                   | Mr. Johnson                      | Episodul: "A Vision of Sugar Plums"          |
| 1965                | The Farmer's Daughter                              | Manfred                          | Episodul: "Katy by Moonlight"                |
| 1965–1970           | Visând la Jeannie                                  | Căpitanul / Maiorul Roger Healey | 131 episoade                                 |
| 1965                | My Mother the Car                                  | Phil Durkin                      | Episodul: "The De-Fenders"                   |
| 1965                | The Farmer's Daughter                              | Gallery Manager                  | Episodul: "Forever Is a Cast Iron Mess"      |
| 1969                | In Name Only                                       | Peter Garrity                    | Film TV                                      |
| 1971                | The Barefoot Executive                             | Navigator                        |                                              |
| 1972                | Love, American Style                               | Larry                            | Segment: "Love and the Single Sister"        |
| 1972                | Getting Together                                   | McAdam                           | Episodul: "Broken-Hearted Melody"            |
| 1972                | The Mary Tyler Moore Show                          | Pete Peterson                    | Episodul: "His Two Right Arms"               |
| 1972–1978           | The Bob Newhart Show                               | Howard Borden                    | 140 episoade                                 |
| 1972                | Love, American Style                               | Donald Baxter                    | Segment: "Love and the Country Girl"         |
| 1978                | Murder at the Mardi Gras                           | Jack Murphy                      | Film TV                                      |
| 1978                | Flying High                                        | Bob Griffen                      | 2 episoade                                   |
| 1979                | $weepstake$                                        | Fred                             | Episodul: "Lynn and Grover and Joey"         |
| 1979                | Rendezvous Hotel                                   | Walter Grainger                  | Film TV                                      |
| 1979                | CHiPs                                              | Balford                          | Episodes: "Roller Disco" (Parts 1 & 2)       |
| 1979                | The Love Boat                                      | Paul Turner                      | Segment: "Rent a Family" (Parts 1 & 2)       |
| 1980                | Valentine Magic on Love Island                     | Charles                          | Film TV                                      |
| 1981                | Aloha Paradise                                     | Curtis Shea                      | 8 episoade                                   |
| 1982                | The Powers of Matthew Star                         | Frank Trenton                    | Episodul: "Daredevil"                        |
| 1983                | Trapper John, M.D.                                 | Mr. Stevens                      | Episodul: "The Spy Who Bugged Me"            |
| 1983                | Small & Frye                                       | Dr. Hanratty                     | 6 episoade                                   |
| 1985                | Comedy Factory                                     | The Mayor                        | Episodul: "Honey, It's the Mayor"            |
| 1985                | I Dream of Jeannie... Fifteen Years Later          | Colonel Roger Healey             | Film TV                                      |
| 1987–1989           | ALF                                                | Dr. Larry Dykstra                | 4 episoade                                   |
| 1988–1989           | Starting from Scratch                              | Dr. James Shepherd               | 22 episoade                                  |
| 1990                | Newhart                                            | Sam Leary                        | Episodul: "Good Neighbor Sam"                |
| 1990                | The Munsters Today                                 | Count Strimpkin                  | Episodul: "Thicker Than Water"               |
| 1991                | I Still Dream of Jeannie                           | Colonel Roger Healey             | Film TV                                      |
| 1991                | The Bob Newhart Show: The 19th Anniversary Special | Howard Borden                    | Special TV                                   |
| 1991                | Alligator II: The Mutation                         | Mayor Anderson                   | Direct-pe-video                              |
| 1992–1993           | Bob                                                | Vic Victor                       | 2 episoade                                   |
| 1997                | George and Leo                                     | The Pilot                        | Episodul: "The Cameo Show"                   |
| 1997                | The Naked Truth                                    | Doc                              | Episodul: "He Ain't Famous, He's My Brother" |
| 1997                | Caroline in the City                               | Charlie's Father                 | 2 episoade                                   |
| 2011                | Horrorween                                         | Bunicul                          | voce (ultimul rol de film)                   |